# Luciana Granato
Luciana Granato (ur. 19 października 1977) – brazylijska wioślarka.

## Osiągnięcia
- Igrzyska Olimpijskie – Pekin 2008 – dwójka podwójna wagi lekkiej – 15. miejsce[1].